# Xã Wolf Creek, Quận Hutchinson, Nam Dakota
Xã Wolf Creek (tiếng Anh: Wolf Creek Township) là một xã thuộc quận Hutchinson, tiểu bang Nam Dakota, Hoa Kỳ. Năm 2010, dân số của xã này là 197 người.